# Saint-Barthélemy (Manche)
Pour les articles homonymes, voir Saint-Barthélemy.
Saint-Barthélemy est une commune française, située dans le département de la Manche en région Normandie, peuplée de 338 habitants.

## Géographie
La commune est au nord du Mortainais. Son bourg est à 4,5 km au nord de Mortain, à 5,5 km à l'est de Juvigny-le-Tertre et à 7 km au sud de Sourdeval.
Le point culminant (307 / 308 m) se situe au sud, près du lieu-dit la Sablonnière. Le point le plus bas (165 m) correspond à la sortie de la Bouanne du territoire, au nord-ouest. La commune est bocagère.
| Chérencé-le-Roussel, Bellefontaine | Chérencé-le-Roussel, Saint-Clément-Rancoudray | Saint-Clément-Rancoudray |
| Bellefontaine                      | Saint-Barthélemy                              | Saint-Clément-Rancoudray |
| Bellefontaine, Romagny             | Le Neufbourg                                  | Saint-Clément-Rancoudray |

### Hydrographie
La commune est située dans le bassin Seine-Normandie. Elle est drainée par la Bouanne, le Cançon, le cours d'eau 01 de la Délinière, le fossé 01 de la commune de Saint-Clément-Rancoudray et le fossé 01 de l'ancienne Mine de Fer,,.

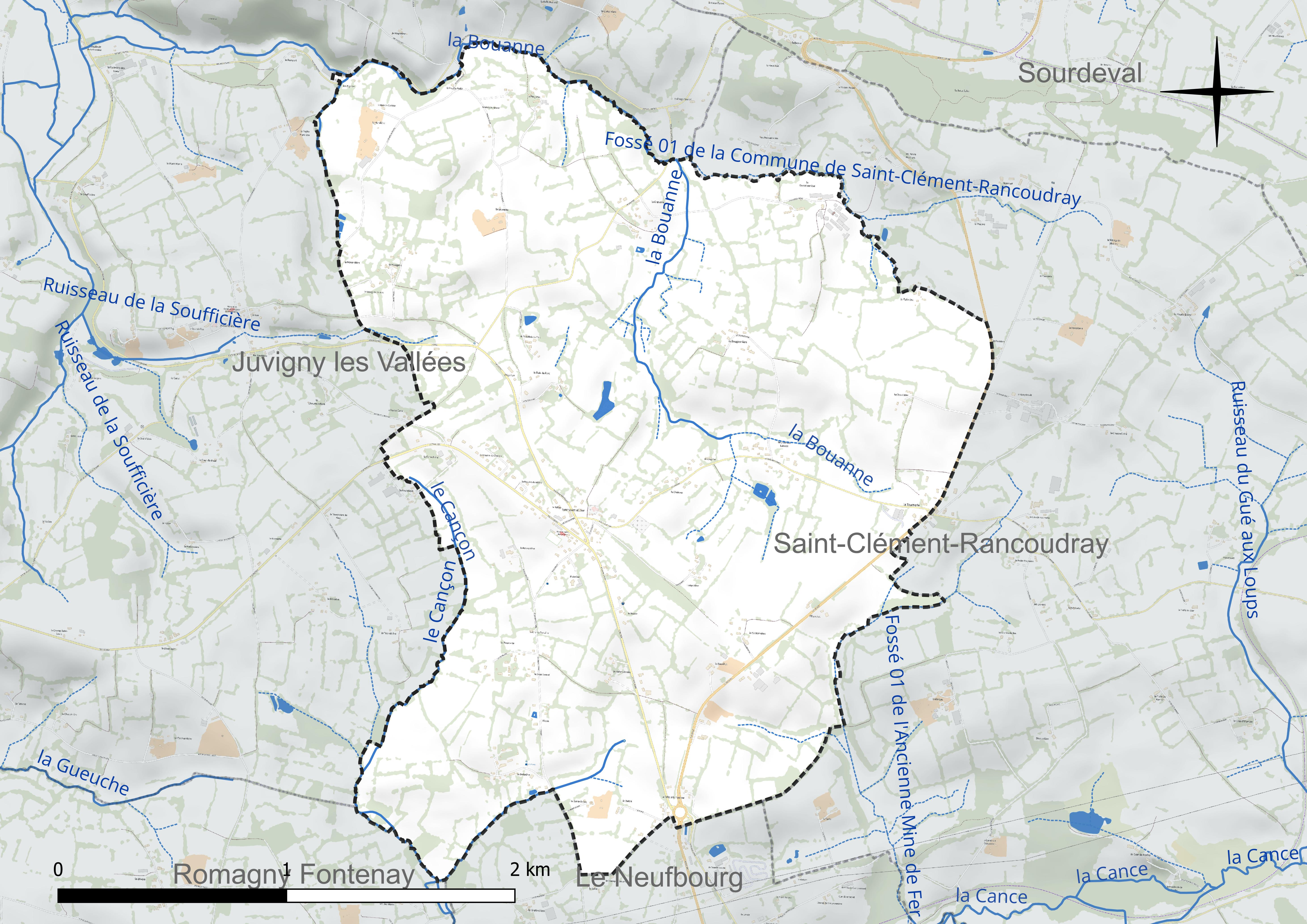
Réseau hydrographique de Saint-Barthélemy.

### Climat
Pour des articles plus généraux, voir Climat de la Normandie et Climat de la Manche.
En 2010, le climat de la commune est de type climat océanique franc, selon une étude du CNRS s'appuyant sur une série de données couvrant la période 1971-2000. En 2020, Météo-France publie une typologie des climats de la France métropolitaine dans laquelle la commune est exposée à un climat océanique et est dans la région climatique  Normandie (Cotentin, Orne), caractérisée par une pluviométrie relativement élevée (850 mm/a) et un été frais (15,5 °C) et venté. Parallèlement le GIEC normand, un groupe régional d’experts sur le climat, différencie quant à lui, dans une étude de 2020, trois grands types de climats pour la région Normandie, nuancés à une échelle plus fine par les facteurs géographiques locaux. La commune est, selon ce zonage, exposée à un « climat contrasté des collines », correspondant au Bocage normand, bien arrosé, voire très arrosé sur les reliefs les plus exposés au flux d’ouest, et frais en raison de l’altitude.
Pour la période 1971-2000, la température annuelle moyenne est de 10 °C, avec une amplitude thermique annuelle de 13,2 °C. Le cumul annuel moyen de précipitations est de 1 168 mm, avec 15,4 jours de précipitations en janvier et 9,8 jours en juillet. Pour la période 1991-2020, la température moyenne annuelle observée sur la station météorologique la plus proche, située sur la commune de Saint-Hilaire-du-Harcouët à 15 km à vol d'oiseau, est de 11,5 °C et le cumul annuel moyen de précipitations est de 929,5 mm,. Pour l'avenir, les paramètres climatiques de la commune estimés pour 2050 selon différents scénarios d’émission de gaz à effet de serre sont consultables sur un site dédié publié par Météo-France en novembre 2022.

## Urbanisme

### Typologie
Au 1er janvier 2024, Saint-Barthélemy est catégorisée commune rurale à habitat dispersé, selon la nouvelle grille communale de densité à sept niveaux définie par l'Insee en 2022.
Elle est située hors unité urbaine et hors attraction des villes,.

### Occupation des sols
L'occupation des sols de la commune, telle qu'elle ressort de la base de données européenne d’occupation biophysique des sols Corine Land Cover (CLC), est marquée par l'importance des territoires agricoles (96,3 % en 2018), en diminution par rapport à 1990 (100 %). La répartition détaillée en 2018 est la suivante : prairies (71,7 %), zones agricoles hétérogènes (24,6 %), zones urbanisées (3,7 %). L'évolution de l’occupation des sols de la commune et de ses infrastructures peut être observée sur les différentes représentations cartographiques du territoire : la carte de Cassini (XVIIIe siècle), la carte d'état-major (1820-1866) et les cartes ou photos aériennes de l'IGN pour la période actuelle (1950 à aujourd'hui).

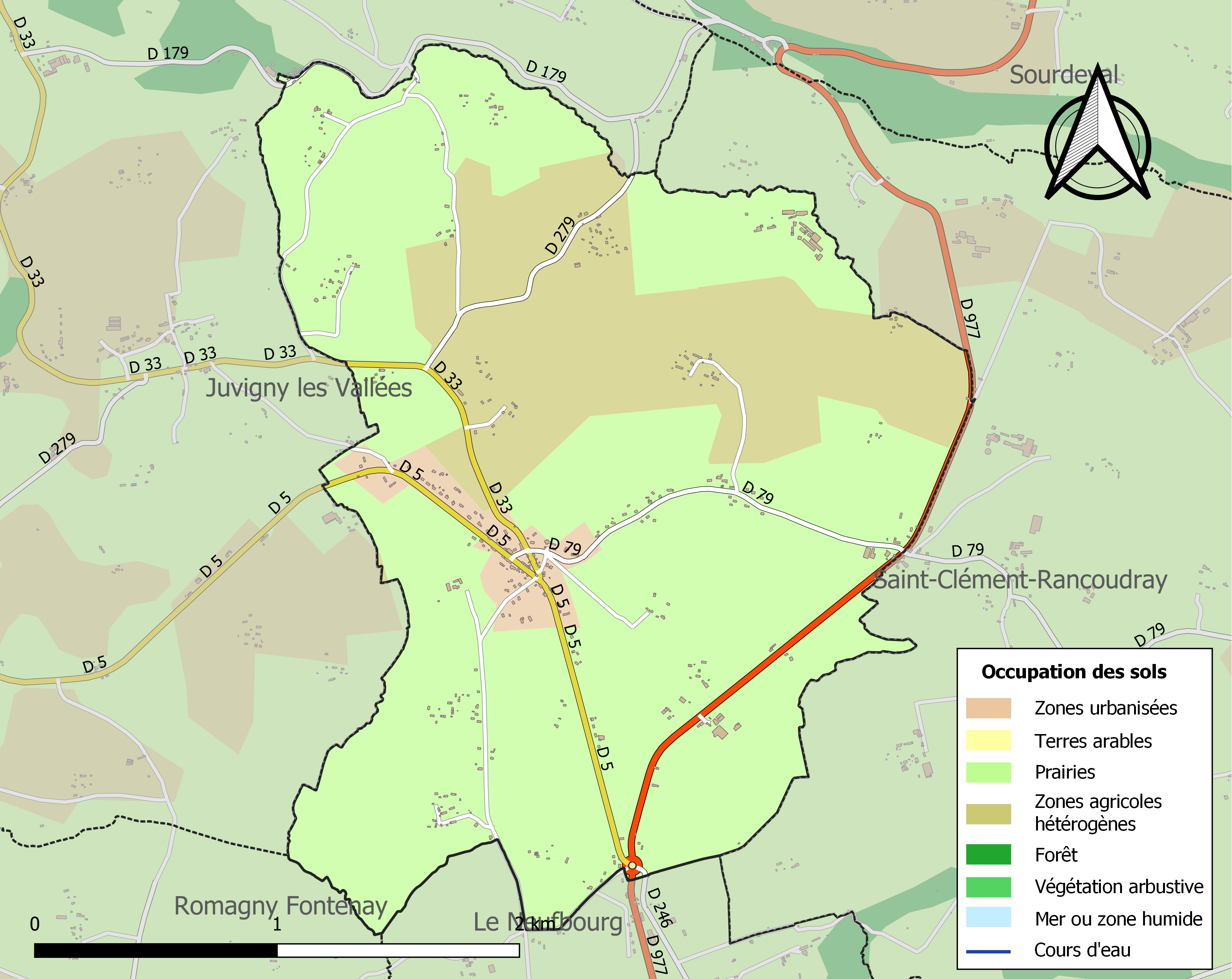
Carte des infrastructures et de l'occupation des sols de la commune en 2018 (CLC).

## Toponymie
La paroisse est dédiée à l'apôtre Barthélemy.

## Histoire
Le dernier seigneur de Saint-Barthélemy, Louis Levesque (1735-1793) fut guillotiné par le bourreau Sanson, à Paris place de la Révolution le 19 septembre 1793. Après avoir été impliqué en 1791 dans une conspiration fédéraliste à Caen, arrêté, puis relâché, il sera de nouveau arrêté en 1793 et condamné à mort par le Tribunal révolutionnaire.

## Politique et administration
| Période                                  | Période   | Identité        | Étiquette | Qualité    |
| ---------------------------------------- | --------- | --------------- | --------- | ---------- |
| 1995                                     | mars 2014 | Michel Sagean   | SE        |            |
| mars 2014                                | mai 2020  | Michel Riffault | SE        | Retraité   |
| mai 2020                                 | En cours  | Éric Caillot    | SE        | Technicien |
| Les données manquantes sont à compléter. |           |                 |           |            |

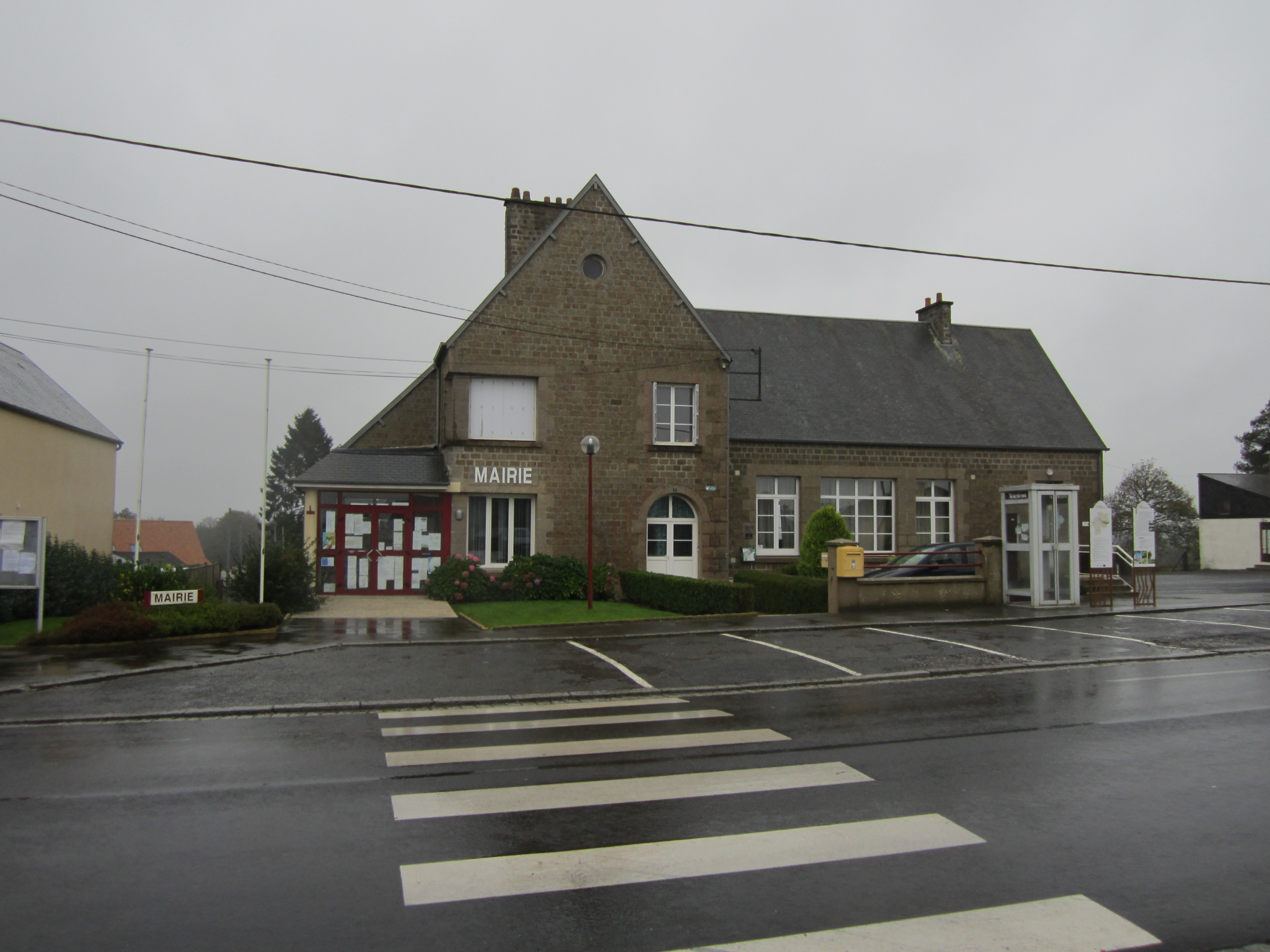
La mairie.

Le conseil municipal est composé de onze membres dont le maire et deux adjoints.

## Démographie
L'évolution du nombre d'habitants est connue à travers les recensements de la population effectués dans la commune depuis 1793. Pour les communes de moins de 10 000 habitants, une enquête de recensement portant sur toute la population est réalisée tous les cinq ans, les populations de référence des années intermédiaires étant quant à elles estimées par interpolation ou extrapolation. Pour la commune, le premier recensement exhaustif entrant dans le cadre du nouveau dispositif a été réalisé en 2008.
En 2022, la commune comptait 338 habitants, en évolution de +2,42 % par rapport à 2016 (Manche : −0,31 %, France hors Mayotte : +2,11 %).
Saint-Barthélemy a compté jusqu'à 604 habitants en 1831.
| 1793 | 1800 | 1806 | 1821 | 1831 | 1836 | 1841 | 1846 | 1851 |
| ---- | ---- | ---- | ---- | ---- | ---- | ---- | ---- | ---- |
| 500  | 505  | 474  | 542  | 604  | 600  | 574  | 574  | 573  |

| 1856 | 1861 | 1866 | 1872 | 1876 | 1881 | 1886 | 1891 | 1896 |
| ---- | ---- | ---- | ---- | ---- | ---- | ---- | ---- | ---- |
| 540  | 528  | 522  | 517  | 512  | 444  | 454  | 411  | 389  |

| 1901 | 1906 | 1911 | 1921 | 1926 | 1931 | 1936 | 1946 | 1954 |
| ---- | ---- | ---- | ---- | ---- | ---- | ---- | ---- | ---- |
| 391  | 385  | 340  | 313  | 323  | 322  | 311  | 274  | 317  |

| 1962 | 1968 | 1975 | 1982 | 1990 | 1999 | 2006 | 2008 | 2013 |
| ---- | ---- | ---- | ---- | ---- | ---- | ---- | ---- | ---- |
| 370  | 310  | 299  | 361  | 388  | 361  | 355  | 353  | 332  |

| 2018 | 2022 | - | - | - | - | - | - | - |
| ---- | ---- | - | - | - | - | - | - | - |
| 334  | 338  | - | - | - | - | - | - | - |

## Lieux et monuments

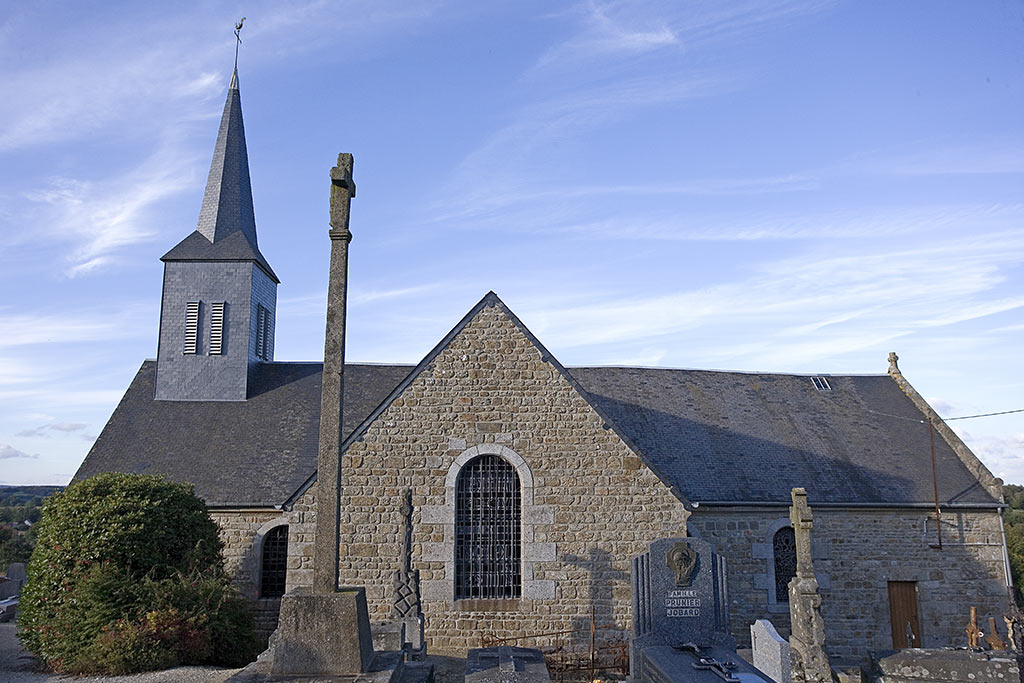
L'église Saint-Barthélemy.

- Église paroissiale Saint-Barthélemy des XVIIe – XVIIIe siècles. Elle abrite une statue saint Barthélemy du XVIIe et saint évêque du XVIIIe et une Vierge à l'Enfant de la 1re moitié du XIVe siècle en pierre calcaire présentant des traces de polychromie. Classée au titre objet aux monuments historiques[30], elle est mutilée : l'enfant et les bras de la Vierge manquent.

L'église de Saint-Barthélemy avait été donné en dotation à la collégiale de Mortain lors de sa fondation en 1082.
- Ancien presbytère du XVIIIe siècle.
- Croix de cimetière (1750).
- Moulin Paillé sur la Bouanne.